# Campiglossa coei
Campiglossa coei är en tvåvingeart som först beskrevs av Hardy 1964.  Campiglossa coei ingår i släktet Campiglossa och familjen borrflugor.
Artens utbredningsområde är Nepal. Inga underarter finns listade.